# Kałyniwka (rejon olewski)
Kałyniwka (ukr. Калинівка) – wieś na Ukrainie, w obwodzie żytomierskim, w rejonie olewskim, nad Zolnią. W 2001 roku liczyła 738 mieszkańców.